# ドミニカ共和国の国旗
ドミニカ共和国の国旗は、1966年11月28日に制定された、赤青地に白十字の旗。中央には国章が配される。民間用途ではこの国章を配置しない。

## 様々な旗

1844年から1908年まで使用されていた国旗。青色と赤色の位置が異なる。
市民用・商船旗?
陸軍旗?
軍艦旗?
海軍用国籍旗?
空軍旗?
軍最高司令官・大統領旗?
海上用大統領旗?

## 歴史的な旗

?1785年までの旗
?1785年の旗
?1785年の旗
?1844年から1849年までの国旗